# Konya-Modell
Das Konya-Modell war Anfang der 1990er-Jahre in der Türkei ein populäres Finanzierungsinstrument. Dabei werden Privatleute über den Kauf von Anteilsscheinen zu Teilhabern von Holdingfirmen, die ihrerseits in verschiedenen Wirtschaftssektoren tätig sind. Kapitalgeber und Kapitalnehmer bilden eine Interessengemeinschaft, in der sowohl die Gewinnchancen als auch das Verlustrisiko geteilt werden.

## Konya
Die Kombassan Holding war eine der ersten und jahrelang die erfolgreichste Holding des „Konya-Modells“. Sie galt Necmettin Erbakan als Beweis für den Erfolg islamischer Geschäftsleute. Die futuristisch anmutende Zentrale des Konzerns am Rande des Necmettin-Erbakan-Parks in Konya war das erste gläserne Hochhaus der Stadt. Von Konya aus hatte sich Kombassan international ausgebreitet.
Konya gilt in der Türkei als islamische Hochburg. Emissäre sollen dort Anfang der 90er Jahre angefangen haben, von Tür zu Tür gehend, den Menschen Anteilsscheine zu verkaufen. Die wirtschaftliche Entwicklungsdynamik der Unternehmen in der anatolischen Provinz wird oft auch „Anatolische Tiger“ genannt in Anspielung an die „asiatischen Tiger“.

## Das „Grüne Kapital“
Nach den Geboten des Islam angelegtes Geld bildet das „Grüne Kapital“, mit dem sich türkische Unternehmen nach dem „Konya-Modell“ finanzieren. Dieser „dritte Finanzmarkt“ der Türkei ist in Deutschland auch als Grauer Kapitalmarkt bekannt.
Seit drei Generationen hatten Gastarbeiter und ihre Nachkommen in Europa hart gearbeitet und wenig Geld ausgegeben. Aus bäuerlichen Migranten der sechziger Jahre war eine Gesellschaft von Besitzern kleiner Vermögen geworden, die ihr Geld bis dahin in Goldschmuck oder Hartwährungen angelegt hatten. Weil der Koran Zinsgewinne verbietet, sind gläubige Muslime für „islamische“ Alternativen aufgeschlossen: Statt Zinsen locken die Holdings mit Teilhaberschaften. Als die türkischen Holdings begannen, in den türkischen Gemeinden Westeuropas um Anleger zu werben, stießen sie auf großes Interesse.
Um 1993 entwickelten „islamische Holdings“ eine Form der „islamisch-korrekten“ Finanzierung: Der gläubige Muslim erwirbt mit seinem Geld einen Anteil an der Firma, die nach streng islamischen Vorschriften wirtschaftet, und teilt mit diesem Anteil Gewinn und Verlust der Holding. Diese Form der Finanzbeschaffung wird das „Konya-Modell“ genannt. Es ist inzwischen überall dort verbreitet, wo gläubige muslimische Türken leben.

## Die „Islamischen Holdings“
Die ursprüngliche Idee der „islamischen Holdings“ soll auf Necmettin Erbakan zurückgehen, einen in Deutschland studierten Politiker, dessen Ideologie der „Gerechten Ordnung“ auf eine auch wirtschaftliche Überwindung des westlichen Gesellschaftsmodells abzielte. Die „islamischen Holdings“ warben damit, mit dem Geld der Auslandstürken die gesamte türkische Wirtschaft nach und nach zu erobern und in den Kreisen der Auslandstürken eine islamische Parallelwirtschaft aufzubauen.
Fromme Türken in Europa unterstützten die Geschäftsideen islamischer Unternehmer, Produktpaletten den Bedürfnissen streng religiöser Menschen entsprechend zu erweitern, in Kaufhäusern Filialen einzurichten, in denen die angebotene Frauenbekleidung islamisch-sittsam ist, Alkohol und Schweinefleisch nicht angeboten werden und Gebetsräume vorhanden sind, sowie mit Investitionen in der Türkei Arbeitsplätze zu schaffen.
Als ein Vorläufer kann die Anfang der 1970er Jahre gegründete genossenschaftsähnliche Yibitaş Holding gelten.
Über fünfzig Holdings sollen nach dem „Konya-Modell“ gearbeitet haben. Die drei größten waren Kombassan, Yimpaş und Jet-Pa.  Kombassan eröffnete 1999 eine deutsche Niederlassung in der schwäbischen Kleinstadt Lauingen und Yimpaş operierte von seiner Zentrale in der Schweiz aus.
Die Holdings akquirierten das „Grüne Kapital“ vorzugsweise unter gläubigen Muslimen als Zielgruppe. 
Als Vertriebspartner nutzten diese Holdings Prediger in den Moscheen, welche die Frömmigkeit ihrer Landsleute ausnutzten und betonten, dass der Koran Zins verbiete und Geldanlagen westlichen Stils deshalb haram (verboten) seien. Auf Verkaufsveranstaltungen der Holdings – häufig von Milli Görüş in ihren Einrichtungen organisiert – wurde dann der frommen Gemeinde die Lösung für dieses Glaubensproblem präsentiert: die islamisch-korrekte Anlage der Ersparnisse in einer dieser Holdings. In der Folge fungierten einige Imame und ranghohe Mitglieder der Milli-Görüş-Moscheevereine als Geldeintreiber für die Holdings. So wurden die Moscheevereine in Deutschland zur Drehscheibe für eine Symbiose von Glaube und Geschäft, Religion und Rendite.
Eine Zeitlang soll auch der heutige Ministerpräsident Recep Tayyip Erdoğan für die islamische Holding Jet-Pa geworben haben.

## Die Holdings und ihre Wirtschaftsaktivitäten
Die in Deutschland besonders aktive „Yimpaş-Holding“ eröffnete beispielsweise zur Jahrtausendwende eine Kaufhauskette.
Das türkische Militär stand dem Boom von Beginn an misstrauisch gegenüber. Die personellen Verbindungen der Muslim-Manager zu den ebenfalls immer mächtiger werdenden islamistischen Politikern wie Necmettin Erbakan waren ihr zu eng. Der Generalstab rief zum Boykott der Islam-Holdings auf. Der Boykottaufruf blieb jedoch erfolglos und die Islam-Holdings konnten in der zweiten Hälfte der neunziger Jahre ihr Aktionsfeld nach Westeuropa ausweiten.

## Rechtlicher Hintergrund

### Genossenschaftsmodell
Die „Islam-Holdings“ warben nach dem Genossenschaftsmodell um die Spargelder in Deutschland. In der Türkei nennt man diese Organisationsform „Gesellschaften mit vielen Teilhabern“ (türkisch: çok ortaklı şirket). Dieses Unternehmensmodell erlaubt es, außenstehende Teilhaber an den Gewinnen des Unternehmens zu beteiligen und bietet dem Unternehmen eine Kreditaufnahme unter Umgehung des auf Zinswirtschaft basierenden Bankwesens.
Die nach dem „Konya-Modell“ verkauften Anteilscheine werden nicht an der Börse gehandelt. Die genaue Zahl der Inhaber von Anteilscheinen und die Höhe ihrer Einlagen sind nur der jeweiligen Holding bekannt. Weder in Deutschland noch in der Türkei sind sie einsehbar und registriert.

### Kritik
Dieser so genannte dritte Finanzmarkt der Türkei wird nicht nur vom staatlichen Gremium des Kapitalmarktes (SPK), sondern auch von den privaten islamischen Banken (ÖFK) heftig kritisiert. Hauptkritikpunkt ist dabei die Rechtlosigkeit der Geldanleger, vor allem der Auslandstürken. Ein türkischer Anleger kann sich in Deutschland nicht auf die islamische Wirtschaftsordnung berufen.

### Betrugshinweise
Der Insolvenzverwalter der „Yimpaş Group AG Schweiz“ stellte fest, „dass die Kaufhäuser von Anfang an unwirtschaftlich gearbeitet hatten. Zugleich sollen über die Yimpaş-Verwaltungsgesellschaft insgesamt 293 Millionen Euro Anlegergelder in die Türkei abgeflossen sein.“ Dies deute darauf hin, dass die Geschäfte nur dazu dienten, Anleger zu werben. Es gibt starke Indizien dafür, dass es sich beim „Konya-Modell“ um ein Anlagesystem mit Schneeballcharakter handelt.

## Verbindungen zwischen türkischen Politikern, IGMG-Funktionären und Holding-Managern
Der bayerische Verfassungsschutz hat Erkenntnisse von Verbindungen zwischen den Milli-Görüş-Funktionären in Deutschland und den türkischen Islam-Holdings.
Die heutige Regierungspartei AKP, Millî Görüş und die Holdings sollen seit Jahren eng miteinander verflochten sein. Das „Zentrum für Türkeistudien“ nennt Beispiele dafür, dass Vorstandsmitglieder der Yimpaş Holding führende Posten in den Provinzorganisationen der mittlerweile verbotenen Wohlfahrtspartei (Refah Partisi, RP) in Yozgat innehatten. Takyettin Yarıyan, Vorstandsmitglied der Jet-Pa Holding war Abgeordneter der Partei des Rechten Weges (Doğru Yol Partisi, DYP) aus der Provinz Siirt.
Das ZDF-Magazin „Frontal 21“ berichtet im November 2006, dass der Imam der Mevlana-Moschee in Berlin in seinen Predigten offen dafür geworben habe, Gewinnanteile einer zweifelhaften islamischen Holding zu erwerben, selbst Geldgeschäfte getätigt und hohe Zinsgewinne erzielt habe. Nach „Frontal-21“-Recherchen soll der arbeitslos gemeldete Imam fast eine halbe Million Euro auf dem Konto einer türkischen Bank gehabt haben.
In Ludwigshafen fand der eingesetzte Insolvenzverwalter Karl-Heinrich Lorenz heraus, dass als Betriebsleiter des Yimpaş-Kaufhauses der örtliche Hodscha fungierte.
Während einige Verantwortliche wie Jet-Pa-Eigentümer Fadil Akgündüz oder Yimpaş-Chef Dursun Ugyar inzwischen vor türkischen Gerichten standen, wurden andere Yimpaş-Manager AKP-Politiker. So ist der frühere Yimpaş-Vorstandsangehörige Ilias Aslan AKP-Abgeordneter für Yozgat (Firmensitz von Yimpaş).
Parallel zum Verschwinden des Vermögens frommer Auslandstürken entstand in Anatolien, der Heimat vieler Holdings, eine neue wohlhabende „Bourgeoisie“. Dieser neue Geldadel soll die finanzielle und politische Basis der heutigen Regierungspartei AKP bilden.

## Wirtschaftlicher Schaden
Zwischen 200.000 und 300.000 Deutschtürken sollen um ihre Ersparnisse gebracht worden sein.
Allein 120.000 Anteilseigner soll die Yimpaş Holding in Deutschland gehabt haben, die Kombassan Holding als zweitgrößte Gesellschaft immerhin etwa 35.000 Teilhaber.
Die Stiftung für Türkeistudien und Integrationsforschung schätzt den entstandenen Schaden auf fünf Milliarden Euro. Andere Quellen halten auch einen Gesamtschaden von bis zu 50 Mrd. Euro für möglich.

## Die Opfer
Der „Solidaritätsverein der Türken in Europa“ (ATDD) betreute als Geschädigten-Verein viele Opfer des „Konya-Modells“, leistete Aufklärungsarbeit und schuf Öffentlichkeit. Für 2006 hatte er eine Sammelklage gegen die türkische Regierung angestrebt. 
Der „Solidaritätsverein der Türken in Europa“ forderte von Innenminister Wolfgang Schäuble die Aussetzung der Deutschen Islam-Konferenz bis zur Klärung der Verwicklung der auf der Konferenz vertretenen islamischen Verbände in den „Yimpaş-Skandal“ in Deutschland.

„Die Türken in Deutschland sind nicht die Melkkühe der islamischen Verbände. Wenn sich heute diejenigen, in deren Moscheen mehrere Hunderttausend Muslime betrogen worden und um ihr Erspartes gebracht worden sind, jetzt als Vertreter der Muslime aufspielen, dann ist dies unerträglich und der blanke Hohn. Die Bundesregierung sollte wissen: Diese Leute haben keine Mehrheit unter den Muslimen in Deutschland!“

Vergeblich bemühte sich der Solidaritätsverein um Unterstützung von der deutschen Regierung im Streit mit den unkooperativen türkischen Behörden.
Außer einer Presseerklärung der CDU-Abgeordneten Kristina Schröder und einer „Kleinen Anfrage“ der Linkspartei zur „Situation der Anleger in sogenannten islamische Holdings“ zeigte sich die deutsche Politik nicht interessiert. „Erkenntnisse, dass diese Holdings mit Aktivitäten islamischer Organisationen wie Milli Görüş in Verbindung stehen, lägen der Bundesregierung nach eigener Aussage nicht vor.“